# ビビ＝アンネ・フルテン
ビビ＝アンネ・フルテン（Vivi-Anne Hultén、1911年8月25日 - 2003年1月15日）は、アントワープ出身のスウェーデン人女性フィギュアスケート選手。1936年ガルミッシュパルテンキルヘンオリンピック女子シングル銅メダリスト。

## 経歴

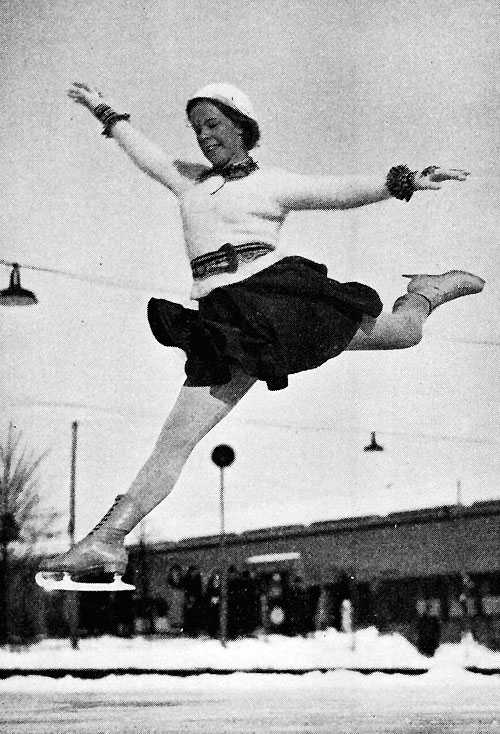
1935年

- 1932年レークプラシッドオリンピックに出場し5位。
- 1936年ガルミッシュパルテンキルヘンオリンピックで銅メダルを獲得。
- 1937年以降はプロスケーターとして活動し、アメリカへ移住。

## 主な戦績
| 大会/年      | 1929-30 | 1930-31 | 1931-32 | 1932-33 | 1933-34 | 1934-35 | 1935-36 | 1936-37 |
| ------------ | ------- | ------- | ------- | ------- | ------- | ------- | ------- | ------- |
| オリンピック |         |         | 5       |         |         |         | 3       |         |
| 世界選手権   |         | 5       | 5       | 2       | 4       | 3       | 3       | 3       |
| 欧州選手権   | 3       | 4       | 3       |         |         |         | 5       |         |